# Бои за Вуосалми
Бои за Ву́осалми (фин. Äyräpään-Vuosalmen taistelut) — боевые действия в ходе Великой Отечественной войны между частями 23-й армии Ленинградского фронта и войсками финского III армейского корпуса в июне-июле 1944 года на Карельском перешейке на берегах реки Вуоксы вблизи посёлка Барышево. Один из эпизодов Выборгско-Петрозаводской стратегической наступательной операции.
Название «Бои за Вуосалми» используется в иностранной литературе. В отечественной литературе отдельного единого названия этого периода боев на правом крыле Ленинградского фронта нет. Иринчеев Б. К. в книге «Прорыв Карельского вала. Четвёртый Сталинский удар» выделяет периоды Сражение в межозерном дефиле 20—27 июня 1944 года и Сражение на Вуоксе.
В результате ожесточённых боёв советские войска очистили от войск противника правый берег Вуоксы, ликвидировали финский плацдарм на её правом (южном) берегу, форсировали Вуоксу и к 12.7.1944 года захватили плацдарм на её левом (северном) берегу. Однако полностью взломать оборону противника и развить наступление на Кексгольмском направлении не удалось. 15.7.1944 года согласно директиве Военного Совета Ленинградского фронта наступательные операции были остановлены и с 24.00. 15.7.1944 года войска армии перешли к обороне.

## Наступление войскЛенинградского фронтанаКарельском перешейке, июнь-июль 1944 г
9 июня 1944 года войска Ленинградского фронта, командующий Л. А. Говоров, начали Выборгскую наступательную операцию на Карельском перешейке против войск Финляндии с целью освобождения от противника северной части Ленинградской области, восстановления на Карельском перешейке государственной границы с Финляндией и создания условий для последующих ударов Красной армии по врагу в Южной Карелии (Свирско-Петрозаводская операция).
По плану операции основной удар наносила 21-я армия (командующий генерал Д. Н. Гусев), имевшая больший численный состав и больше средств усиления. Она получила задачу прорвать оборону противника на участке Старый Белоостров — Белоостров, развивать наступление вдоль Выборгского шоссе и Приморской железной дороги, разгромить основные силы финнов на Карельском перешейке и выйти на рубеж северо-западнее и западнее Выборга.
23-й армии (командующий генерал А. И. Черепанов) предстояло перейти в наступление, нанося главный удар в направлении Кекрола (урочище Пионерское, находится на территории Выборгского района Ленинградской области) и на Мусталово. Далее армии предстояло прорвать вторую оборонительную полосу врага и, развивая наступление на Валкъярви, выйти на систему озёр Сувантоярви, Вуокси Вуоксинской водной системы.
Операция началась 9.6.44 г. на участке 21-й армии с 10-часовой артиллерийской подготовки и бомбоштурмовых ударов авиации с разрушением финских оборонительных линий. Перейдя в наступление 10.6.44 года, войска 21-й армии последовательно прорвали за 10 дней три финских долговременных оборонительных линии, считавшихся неприступными, и 20.6.1944 года освободили город Выборг.
23-я армия, начав наступление 11.6.44 года, к 18 6. 44 года преодолела две финских долговременных оборонительных линии и, в соответствии с планом операции, к 20.6.44 г. вышла к Вуоксинской водной системе. Частям финского III армейского корпуса, противостоявшего 23-й армии, удалось избежать окружения и, используя сложный характер местности театра военных действий, отойти на третий рубеж обороны VKT-линию, проходившую по Вуоксинской водной системе.
В официальной советской и российской историографии взятие Выборга 20.6.44 года считается днём окончания Выборгской операции.
Но наступление Ленинградского фронта и бои на Карельском перешейке продолжались.
21.6.1944 г. Ставка Верховного главнокомандования (ВГК) директивой № 220119 Командующему войсками Ленинградского фронта приказала войскам Ленинградского фронта, действующим на Карельском перешейке, продолжать наступление с задачей 26-28.06 1944 г. главными силами овладеть рубежом Иматра, Лаппенранта, Виройоки. Частью сил наступать на Кексгольм, Элисенвара с целью очищения от противника Карельского перешейка северо- восточнее реки и озера Вуоксы.
В директиве Ставки ВГК от 22.06.1944 года № 220121 Командующему войсками Ленинградского фронта сказано
«Ставка Верховного Главнокомандования утверждает ваше решение, представленное 21.06.1944 г. и указывает: На усиление фронта дополнительными двумя стрелковыми корпусами не рассчитывать. Фронт имеет достаточно сил и средств для выполнения поставленной задачи. Остальные просимые вами средства будут, по возможности, даны».
В оперативной директиве штаба Ленинградского фронта 74/оп 21.06.1944 г. армиям Карельского направления предписывалось продолжить наступление с задачей не позднее 26.6 овладеть рубежом Иматра — Лаппенранта — Виройоки. Одновременно очистить от противника Карельский перешеек северо- восточнее реки и озера Вуоксы .
21-й армии наносить удар в направлении Выборг — Лаппенранта, выйти на рубеж озеро Суекуман-Ярви — Туртня — Нисалахти, к 26.6. 44 г. выйти на рубеж Метте — Виройоки.
59-й армии, с выходом 21-й армии на рубеж озеро Суекуман-Ярви, Нисалахти, включить в свой состав 97-й и 109-й стрелковые корпуса, наносить удар в общем направлении Лаппенранта и выйти на южный берег озера Сайма.
23-й армии предписывалось, развивая наступление в направлении Иматра, выйти на рубеж Энсо — озеро Суекуман-Ярви, развивая удар в северном направлении, к 26.6.44 г. овладеть Иматра и выйти на южный берег озера Сайма. Силами не менее 2-х корпусов форсировать р. Вуоксу на фронте Антреа — Энсо и развивая удар в северо- восточном направлении, уничтожить Кексгольмскую группировку противника и выйти на рубеж Хитола — Маэттиля.

## Силы сторон

### СССР
После 20.6.44 г. 23-я армия продолжала наступление и к 22.6.44 г. войска армии вышли на рубеж Ладожское озеро, река Тайпален-Йоки, озеро Суванто- Ярви, озеро и реку Вуокса и озеро Носкуон — Селькя, имея перед собой на правом фланге бывшую линию Маннергейма, на левом — её тыловой оборонительный рубеж. Противник сохранил за собой мощный каменный кряж (гряду) на правом берегу реки Вуоксы от Эюряпяя (используется так же название Яюряпяя) до Сеппеля.
В состав армии входили три стрелковых корпуса: 6-й стрелковый корпус (в составе 13-я стрелковая дивизия, 177-я стрелковая дивизия, 382-я стрелковая дивизия); 98-й стрелковый корпус (92-я стрелковая дивизия, 281-я стрелковая дивизия, 381-я стрелковая дивизия; 115-й стрелковый корпус (10-я стрелковая дивизия, 142-я стрелковая дивизия).
6-й стрелковый корпус, командир корпуса генерал-майор И. И. Фадеев, с 20.6. по 28.6.44 года вел бои на правом берегу Вуоксы в районах Муола, озера Носкуон — Селькя, Хейниоки, Люккюля , Нятяля.
98-й стрелковый корпус, командир корпуса генерал-лейтенант Г. И. Анисимов, вёл бои в межозерном дефиле, выполняя задачу по уничтожению противника на правом берегу реки Вуоксы и бои по ликвидации финского плацдарма на участке Яюряпяя, Сеппеля.
115-й стрелковый корпус, командир корпуса генерал-майора С. Б. Козачек, находился в полосе от Ладожского озера до устья реки Салменкайта. Корпус был выведен в резерв фронта и с 26.6.44 г. по 2.7.44 г. боевых действий крупными силами не вёл, дивизии корпуса проводили боевую учёбу по форсированию водных преград и заготовку плавсредств.
17-й Укреплённый район (комендант полковник Г. Н. Масловский) занимал участок Ладожское озеро — Пяляккиля (часть Яюряпяя).
В состав армии также входили (на 1.7.1944 года) части (средства) усиления: 46 отдельный Гвардейский тяжёлый танковый полк прорыва, 226 отдельный танковый полк, 396, 338 и 952 самоходные артиллерийские полки , 567, 506, 456, 175 миномётные полки , 165, 883 и 1072 истребительно — противотанковые полки , 40 и 70 Гвардейские миномётные полки (реактивная артиллерия), две бригады тяжелой артиллерии, полк зенитной артиллерии, инженерный и саперный батальоны и другие части.
Д. Гланц в книге "Битва за Ленинград. 1941—1945 ", написанной в 2008 г. до открытия архивов Министерства обороны РФ, оценивал общую численность 23-й армии примерно в 100 000 человек . Б.Иринчеев в книге «Прорыв Карельского вала. Четвёртый сталинский удар», 2 издание, написанной в 2019 г., пишет, что с обеих сторон в сражении на Вуоксе принимали участие около 60 тыс. человек.

### Финляндия
Советской 23-й армии противостояли силы III армейского корпуса (командующий корпусом генерал-лейтенант Я. Сииласвуо) численностью до 35 000 человек.
На участке озеро Ладожское — по северному берегу озера Вуокса до Вуосалми оборону занимали 19 пехотная бригада и 15 пехотная дивизия в составе до 11 пехотных батальонов. На участке по северному берегу реки Вуоксы до участка, включающего плацдарм на правом берегу, 2 пд в составе 7, 49 пехотных полков и 12 отдельного батальона. На участке о. Лиет-Сари, озеро Носкуон — Селькя 3 пд в составе 11 пп, 53 пп и 13 отдельного батальона, на участке озеро Носкуон — Селькя, озеро Нетялян — Ярви 4 пд (7 пехотных батальонов).
Всего перед фронтом армии оборону держали до 32 пехотных батальонов. По показаниям пленных численный состав батальонов составлял 500—600 человек. Артиллерийская группировка составляла до 63 артиллерийских и 30 миномётных батарей.
Финский плацдарм на гряде Яюряпяя на южном (правом) берегу Вуоксы обороняли боевая группа Энрот (под командованием полковника Энрота) из состава 2-й пехотной дивизии  и боевая группа Вальбек под командованием полковника Вальбека. Части в районе плацдарма поддерживала артиллерийская группировка в составе до 23 артиллерийских и 17 миномётных батарей. Оборонительные позиции финнов на гряде Яюряпяя опирались на господствующие высоты 44.5. Северная и 44.5. Южная и рельеф местности, трудный для проведения наступательных действий (здесь же находились развалины лютеранской кирхи см. фото выше.) Командование противника рассчитывало удержать плацдарм, прикрывавший участок реки, наиболее удобный для её форсирования.

## Ход боевых действий

### Бои в межозерном дефиле 20—27 июня 1944 года и ликвидация финского плацдарма 4 — 7 июля 1944 года
21.6.44 г. на левом фланге Ленинградского фронта войска 21-й армии после взятия Выборга продолжили наступление в северном и западном направлении, в этот день в районе Ус-Тали столкнулись с оборонительной полосой противника, представлявшей собой систему естественных водных преград, перешейков, закрытых оборонительными сооружениями, в районе Карисалми на участке протяженностью 20 км противник создал плотную группировку войск численностью до 19 пехотных батальонов, 2-х танковых батальонов и 11 артдивизионов. 21.6.44 г. войска 21-й армии, встретив упорное сопротивление, продвинулись на 1.5 — 2 км. В дальнейшем советские войска не смогли взломать оборону финских войск и лишь незначительно продвинулись вперёд (Сражение при Тали-Ихантала).
Наступление 23-й армии на правом фланге Ленинградского фронта в межозерном дефиле так же замедлилось.
Уже с 17-18.6.44 г. были отмечены переброски противником большого числа подкреплений из Южной Карелии. По данным Ленинградского фронта со Свирского направления Карельского фронта с начала операции переброшены в район Выборга 4-я, 17-я пехотные дивизии, 3-я пехотная бригада, началась переброска 1 пд и других частей неустановленной нумерации. Вновь прибывшие свежие части встречали отступавших в беспорядке и в панике финских солдат, участвовавших в боях за Выборг. Но финскому командованию жёсткими мерами, вплоть до расстрелов, удалось укрепить дисциплину в войсках. Значительно усилилась артиллерийская группировка противника, улучшилось взаимодействие финских артиллерийских частей с пехотой.
К середине июля на Карельском перешейке действовало до 75 % всей финской армии. Соотношение сил сторон изменилось, кроме того, советские части уже понесли потери в предшествующих боях. Сказалась и первоначальная недооценка противника командованием. Считая отступающего противника деморализованным после боёв первого этапа Выборгской операции (такая оценка сил и возможностей противника была ошибочной), командование 98 ск против 2-й пехотной дивизии финнов направило только понёсшую потери в боях за Сийранмяки 281 сд без поддержки танков.

Наступление затрудняли совершенно особые условия местности: неразвитая дорожная сеть, отсутствие рокад, многочисленные озера с узкими проходами между ними, наличие большого количества природных валунов, каждый из которых мог стать огневой точкой, не поддающейся огню артиллерии, эффективность артиллерийского огня снизилась. И узкие дефиле между озёрами, и валуны становились нерукотворными оборонительными сооружениями. Бои стали сравнимы c боями в городских застройках. Часто приходилось форсировать водные преграды, местность не позволяла использовать массово танки.
Германия по просьбе Финляндии направила на Карельский перешеек 122-ю пехотную дивизию, 303-ю бригаду штурмовых орудий, противотанковую артиллерийскую бригаду, они сыграли роль в оборонительных боях к югу и к западу от Выборга. С Нарвского участка фронта перебазированы 32 пикирующих бомбардировщика Ju-87 и 38 истребителей-штурмовиков FW-190. Кроме того, в Финляндию из Германии были доставлены 9 тысяч фаустпатронов.
Немецкие фаустпатроны и авиация стали большим подспорьем для финнов в сражениях при Вуосалми. Самолёты люфтваффе сбросили почти половину (49 %) всех авиабомб на советские войска на этом участке фронта, тоннаж их бомбовой загрузки составлял 64 % тоннажа всех авиабомб, которые были сброшены на советские войска на участке наступления 23-й армии. Фаустпатроны значительно усилили мощность прямого обстрела артиллерии, что усложнило применение Красной Армией танков в сложной для наступления местности.

 «После поражения Германии в войне ни один финский государственный деятель не хотел откровенно рассказывать о братстве по оружию с немцами…
Но очевиден тот факт, что поддержка вермахта как авиацией, так и противотанковыми вооружениями фундаментальным образом улучшила … общие предпосылки…» к тому, что сопротивление финских войск нарастало  "и способствовала тому, что финская армия была «надлежащим образом вооружена» .
В Документе Боевой путь 281-й сд (98-й ск 23-й армии) этот период описывается так: «21.6. Бои за овладение плацдармом противника на юго-западном берегу р. Вуокси. Задача не выполнена. Сильное огневое сопротивление пр-ка. Большие потери, малочисленность подразделений. 30.6. дивизия сменена 381 сд и вышла для обучения полученного пополнения».
28.6.44 года «Начальник штаба Ленинградского фронта Генерал- полковник Попов с командующим 23-й армией Генерал — лейтенантом Черепановым произвели разбор действий 6 ск за период 25-27.6.44 года, вскрыты причины неудачных атак: подступы к переднему краю противника открыты. Огневые точки оборудованы под громадными валунами, артиллерия не знала переднего края противника и вела огонь по предполагаемой траншее, вследствие чего огневая система противника не была нарушена… и открывала огонь по нашим боевым порядкам, атакующие подвергались сильному огневому воздействию, несли большие потери и успеха не имели». В журнале боевых действий 1267 сп 382 сд 21.6.44 года как итог дня записано: «Ведя упорные бои за каждый находящийся камень, подразделения дивизии продвинулись на 150—200 метров».
Командующий фронтом маршал Говоров неоднократно указывал командованию 23-й армии, 98 и 6 стрелковых корпусов на недостатки в организации проведения наступления.
Финское командование стремилось удерживать предмостный плацдарм на правом берегу и отсрочить советскую операцию по форсированию Вуоксы, за это время подготовить оборонительные позиции на левом берегу реки.
С 2 июля 44 г. командующим 23-й армии назначен генерал-лейтенант В. И. Швецов.
К 4.7. 44 г. правый берег Вуоксы был очищен от войск противника, оставался плацдарм на гряде Яюряпяя в районе посёлка Барышево (Паккола), с главными узлами обороны на высотах 44.5. Северная и 44.5. Южная.
4.7.44 г. после 55-минутной артиллерийской подготовки, начавшейся в 4 часа 55 мин. утра, и бомбоштурмового удара 126 бомбардировщиков и 108 штурмовиков началась операция по ликвидации плацдарма. В атаку перешли части 98 стрелкового корпуса 23-й армии (281-я стрелковая дивизия , 381-я стрелковая дивизия при участии 22 стрелкового полка 92-й стрелковой дивизии). В боях участвовали части усиления, в том числе 226 отдельный танковый полк, 46 отдельный Гвардейский тяжёлый танковый полк прорыва, 396 и 952 сап, 506 миномётный полк, 816 артиллерийский полк, 883 иптап, 70 Гвардейский миномётный полк.

Бои носили крайне ожесточённый характер. Финны в боях за плацдарм несли очень большие потери, в том числе в офицерском составе. Ситуация для финнов складывалась критическая. 4 июля командир боевой группы полковник Энрот приказал перебросить на правый берег Вуоксы все имеющиеся резервы, переправа проводилась на лодках утром с 6.15. под непрерывным ураганным обстрелом советских войск. Данных о потерях при этой переправе в финских документах не обнаружено. 5.6.44 года командир 2-й пехотной дивизии И. Мартола, получив донесения о потерях, заявил о необходимости отступить на левый берег, но командующий III армейским корпусом генерал Я. Сииласвуо приказал держаться до последней возможности. На плацдарм был переброшен 4-й батальон 19-й бригады (по показаниям пленных численность батальонов обороняющихся частей оценивалась в 600—700 солдат), на следующий день от батальона осталось меньше половины состава.
5.7.44 г. финский плацдарм был рассечён на две части. К 20.00. 6.7.44 г. 381 сд захватила высоты 44.5. Северная и 44.5. Южная.
7.7.44 г. советскими частями в результате тяжёлых боёв плацдарм был ликвидирован.
Цена обороны плацдарма  «была для финнов высока: 1200 убитых, 4600 раненых, около тысячи пропавших без вести, то есть потери насчитывали более половины личного состава только дивизии „2.D“(2-й пехотной дивизии)» . В оборонительном сражении  «финские войска на отмели подвергались столь яростному огню, что уничтожались целые батальоны (численностью около 750 человек)…»  Переправившийся на левый берег Вуоксы  «первый батальон седьмого полка целиком уместился в одной шлюпке» . По другим данным общие потери финской 2 пд с 20 июня по 8 июля 3 727 солдат и офицеров , 210 финнов при ликвидации плацдарма на правом берегу попали в плен.
Советские войска понесли большие потери. Безвозвратные потери 98 ск за всё время боёв за высоты плацдарма составили около 1000 человек.
Из интервью с ветераном Великой Отечественной войны медицинской сестрой 92-й стрелковой дивизии Золотницкой Евгенией Борисовной. Запись интервью Б. Иринчеев
.

Перед самой переправой через Вуокси я была свидетельницей ужасной картины — когда финны открыли огонь по своим же. Финны старались удержать плацдарм на высотах на южном берегу Вуокси, но наши сильно на них давили. И в одну из ночей наши пошли в атаку. Финны не ожидали, у них началась паника, солдаты бросали оружие, срывали форму и кидались в Вуокси в одном нижнем белье или голыми. А с того берега по ним ударили свои же, из пулемётов. Это было страшно. На том берегу видели, что это финны, свои. Вообще весь южный берег был усыпан телами убитых финнов, они лежали везде.
…Войну мы закончили в Польше, там уже полегче было.
Из письма К. С. Есенина, ветерана 281-й стрелковой дивизии

на Вуокси я был в боях в первые дни июля 1944 года в составе 1064 стрелкового полка 281 стрелковой дивизии. Было это в районе Барышево… Сам я, со своим батальоном штурмовал высоты перед самой рекой, на которой финны держались отчаянно. Мне не удалось дойти до реки, я был ранен. Через 32 года после этого получил свой третий орден Красной Звезды за этот бой. Мы все — таки если и не форсировали Вуокси, но проложили к ней дорогу.

### Форсирование Вуоксы, 9 июля.
115 стрелковому корпусу была поставлена задача форсирования Вуоксы, шириной реки в месте форсирования 350—400 метров, и захвата плацдарм на её левом берегу.
С 5.7.44 года войска корпуса начали подготовку к операции. Сосредоточение частей в указанных районах проходило, главным образом, в ночное время, готовились плавсредства. Плацдарм для выдвижения частей был подготовлен в инженерном отношении, подготовлены дороги. Выжидательные позиции бронетанковых частей (46 отдельного Гвардейского тяжёлого танкового полка прорыва, 226 отдельного танкового полка, самоходных артиллерийских полков) были выбраны в 7-9 км от переднего края, чем достигалось быстрое выдвижение их к району форсирования.
62-й стрелковый полк 10-й сд занимал оборону на острове Руоко — Сари (Камышовый остров), расположенном ближе к левому берегу Вуоксы, и проводил разведку в направлении острова Васикка — Сари (в настоящее время остров Телячий), разведкой установлена возможность перехода вброд залива с о. Руоко — Сари к о. Васикка — Сари. 6.7.44 года 62-м стрелковым полком под прикрытием дымовой завесы в сторону левого берега реки были выпущены 500 ложных плотов с макетами. Плоты были связаны по 10 шт. и доставлены на середину реки группами сопровождения. Появление плотов с макетами вызвало интенсивный артминомётный огонь противника.
По плану операции 10-я стрелковая дивизия должна была форсировать реку в районе острова Васикка-Сари, 142-я стрелковая дивизия от залива Лаутталахти до Моторного парома (существовавшего на реке левее острова Васикка- Сари). Во втором эшелоне находилась 92-я стрелковая дивизия, переданная в подчинение корпуса 8.7. 44 г. . На этот момент 10-я и 142-я сд были 4500 состава, а 92-я сд в предшествующих боях так же понесла большие потери. Необходимое для наступательных действий преимущество было достигнуто прежде всего за счёт техники.
Переправу обеспечивали 20-я инженерная бригада, приданные 1-й Гвардейский, 21-й и 62-й отдельные понтонно — мостовые батальоны.
Ночью 8.7.44 г., за день до общего наступления, 62-й стрелковый полк 10-й дивизии с целью введения противника в заблуждение и отвлечения части его сил на себя, получил задачу захвата ближайшего к левому берегу реки острова Васикка-сари, при высадке на него встретил сильное противодействие финнов, утром 8.7.44 г. смог захватить небольшой плацдарм и 9.7.44 г. вёл тяжелый бой на острове.
9.7.1944 г. в 5 часов артиллерия начала пристрелку целей на финском берегу, в 6 часов началась артподготовка, длившаяся 55 минут. 13-я Воздушная армия, содействуя форсированию, наносила массированные удары по позициям противника, совершив 548 самолётовылетов. 127 орудий калибра 45 ,76 и 122 мм были выставлены на высоты на прямую наводку для прикрытия переправ. 17 УР(Укрепленный район) на своём участке проводил демонстративные действия по форсированию Вуоксы с целью привлечения внимания противника на себя.
На заготовленных лодках и плотах части корпуса начали форсирование реки.
Командир 142-й сд Сонников принял решение начать форсирование за 20 минут до окончания артподготовки. Части дивизии преодолели за это время водную преграду под непосредственным прикрытием артиллерийского огня. Решение комдива 142 сд начать переправу до окончания артподготовки оправдалось, первые эшелоны дивизии высадились на противоположном берегу внезапно для противника и, вступив в бой, захватили плацдарм и начали продвижение вперёд. При форсировании реки особенно отличились воины 461 и 946 стрелковых полков 142-й дивизии. За 3-4 часа с момента начала переправы вся 142 сд была переправлена на занятый первым эшелоном дивизии плацдарм, к исходу дня овладела плацдармом 5-6 километров по фронту и глубиной 2 км.
Противник оказывал противодействие силами 2-й пехотной дивизии, 3 отдельного добровольческого батальона, 25 отдельного батальона и спецподразделениями, 57 пехотным полком 15 пд, двумя самокатными батальонами танковой дивизии Лагуса при поддержке авиации и артгруппировки в составе до 21 артиллерийской и 26 миномётных батарей. Авиация противника производила в день 5-8 налётов по району переправ.
98-й стрелковый полк 10-й стрелковой дивизии запоздал с занятием исходного положения и форсированием, встретил сильное огневое сопротивление противника с острова Васикка- сари и левого берега реки, понёс большие потери, успеха не имел и под сильным артминомётным огнём противника вынужден был отойти в исходное положение. Командование корпуса приняло решение не продолжать форсирование реки в этом районе, а переправить 98-й сп по переправам 142-й стрелковой дивизии. Второй эшелон дивизии 204-й сп переправился на левый берег в ночь на 10.7.44 г. и 11.7. 44 г.
62-й стрелковый полк 10-й дивизии в результате тяжёлых боёв смог полностью очистить остров Васикка-сари 10.7 44 г., а плацдарм на левом берегу Вуоксы захватить в ночь на 11.7.44 г.
В ночь на 10.7.1944 года части 92-й сд форсировали Вуоксу с задачей развить успех 142 стрелковой дивизии по расширению захваченного плацдарма.
Инженерно-сапёрные части под огнём противника наводили переправы для артиллерии и танков и моторные паромы для переправы вторых эшелонов.
Химическими частями армии для обеспечения форсирования реки ставились дымовые завесы, которые прикрывали переправы и районы сосредоточения войск от прицельного огня противника, воздушного наблюдения и ослепляли финские огневые позиции. Вследствие интенсивной работы авиации противника перед химвойсками была поставлена задача поддерживать непрерывную дымку на воде в течение всего дня.
Форсирование поддерживали 40-й и 70-й гвардейские миномётные полки (реактивная артиллерия). Артиллерия стрелковых полков переправлялась вместе со своими частями, дивизионные артполки и миномётные части закончили переправу к 12.7.44 г. К 24.00. 10.7.44 года на левый берег переправлены противотанковые артиллерийские части — 243 оиптд, 1972 иптап, 165 иптап. Для переправ бронетехники были наведены 3 переправы. Всего с 10.7. по 14.7.44 г. на левый берег реки были переправлены 46-й гттпп, 396 гтсап, 222 и 226 отп, 952 и 937 сап.

### Бои за плацдарм, 10—18 июля.
Форсирование реки и захват плацдарма советскими частями заставили финское командование направить в район Вуосалми подкрепления — части 3-й и 15-й пехотных дивизий, 19-й пехотной бригады, батальон штурмовых орудий и егерскую бригаду танковой дивизии Лагуса . Контратаки финских войск, пытавшихся сбросить советские части в реку, проходили почти непрерывно, от 8 до 11 раз за сутки. Несколько дней продолжались ожесточённые бои. С вводом в бой 92-й сд продвижение советских частей несколько ускорилось и они не только отбивали контратаки противника, но и расширили плацдарм до 7 километров по фронту и до 2, 5 километра в глубину. Воины дивизий корпуса в сражении проявили массовый героизм. В боях по захвату, удержанию и расширению плацдарма особенно отличились воины 461 и 588 стрелковых полков 142-й стрелковой дивизии.
Части 142 сд в боях при форсировании реки и завоевании плацдарма понесли значительные потери и потеряли наступательную способность. Продолжались интенсивные обстрелы противником из всех видов вооружения. Дивизия удерживала занимаемые позиции, отражала контратаки противника, до 8 за сутки.
К 15.7.44 г. советские войска вышли на рубеж Курениеми — Мяннике — юго — западный берег ручья (реки) Мюллю — Оя (Мельничный ручей), но дальше продвинуться не смогли.
Д.Гланц в книге Битва за Ленинград. 1941—1945 , 2008 г. написал, что 11 июля командующий Ленинградским фронтом приказал 23-й армии перейти к обороне. 15 — 16 июля 115-й стрелковый корпус был выведен с плацдарма, а его место заняли части из состава 6-го стрелкового корпуса, но активных боевых действий в этом районе уже больше не велось.
В настоящее время некоторые данные из книги «Гланц Д. Битва за Ленинград. 1941—1945», написанной до открытия военных архивов в Российской Федерации, устарели и не соответствуют имеющимся в открытом доступе документам.
13.7.44 г. Командованию Ленинградского фронта направляется Решение Командующего 23-й армией на развитие прорыва оборонительной полосы противника на левом берегу реки Вуокса и ввод 6 ск для развития прорыва.
Согласно Журналу боевых действий Ленинградского фронта за июль 1944 года 13.7.1944 года командованию 23-й армии передана Директива 76/оп, в которой предписывалось переправить на левый берег реки Вуокси 6 стрелковый корпус, организовать его ввод в бой и перейти в общее наступление с целью выйти на рубеж Вуоксен — Вирта с последующим развитием удара с овладением рубежа Райсяля, Инкеля, Антреа (Вуоксен — Вирта — северная старая основная протока реки Вуокса. Райсяля в настоящее время посёлок Мельниково (Ленинградская область), Приозерский район; Инкеля (Инкиля) — посёлок Зайцево (Выборгский район), Каменногорское поселение; Антреа — город Каменногорск, Выборгский район Ленинградской области).
15.7.1944 года в Боевом распоряжении № 0076 штаба 6 стрелкового корпуса, переправившегося на плацдарм 13-14 7.1944 года, предписано войскам 13-й и 327-й стрелковых дивизий с частями усиления перейти в наступление в течение ночи на 16.7.1944 года. Общая готовность войск для наступления 24.00.
15.7.1944 года в 23 часа Командованию 23-й армии поступает директива Военного Совета Ленинградского фронта 81/оп прервать наступательные операции с 24.00. 15.7.1944 года и временно перейти к жесткой обороне. 13-я, 327-я, 382-я дивизии 6 стрелкового корпуса, сменившие на плацдарме дивизии 115 корпуса, перейдя к обороне, 15.7. 44 г. — 18.7.44 года с частями усиления отбивали попытки финских войск, до 11 атак за сутки, ликвидировать плацдарм и плацдарм отстояли. Потери 327-й дивизии в боях на плацдарме с 15.7. 44 г. по 19.7 44 года составили 256 человек убитыми, 1331 ранеными.
Активные боевые действия противником проводились до 18.7.1944 г. 18.7.1944 года в документах 6 стрелкового корпуса отмечены попытки финских войск силами до 3 рот вклиниться в оборону корпуса, с 19.7.отмечены артиллерийские обстрелы противника, интенсивность которых снизилась с 24.7.1944 года.
Позиционные бои на плацдарме, который удерживала 23-я армия, продолжались до окончания боевых действий с Финляндией 5.9.1944 года.

## Итоги операции
23-я армия Ленинградского фронта и части усиления выполнили задачу по выходу к Вуоксинской водной системе, очистили от войск противника правый берег реки Вуокса, уничтожили финский плацдарм на правом (южном) берегу реки Вуокса, опиравшийся на естественный рельеф местности, исключительно трудный для наступательных действий, и захватили стратегически важный плацдарм на её левом (северном) берегу, с которого открывалась возможность дальнейшего наступления.
Планировавшееся наступление 23-й армии с плацдарма силами 6 стрелкового корпуса и частей усиления остановлено по приказу Командования Ленинградского фронта 15.7.1944 г. 23 армия, ведя позиционные бои, удерживала плацдарм до окончания боевых действий с Финляндией 5.9.1944 года.
Сражение на Вуоксе одна из самых масштабных и тяжелых битв на Карельском перешейке летом 1944 года.
По документам 23-й армии в июльских боях 1944 года погибли 3374 человека, ранены 13451 человек, пропали без вести 872 человека. Точных данных по потерям финских войск в сражении на Вуоксе нет (см. раздел Бои в межозерном дефиле и ликвидация финского плацдарма).
В советской и российской историографии о сражениях, которые развернулись на Карельском перешейке после взятия Выборга 20.6.1944 года, написано в прямом смысле несколько строк. Причина, вероятно, в том, что на этом этапе РККА не смогла полностью выполнить поставленные задачи, в отличие от триумфального первого этапа операции.
Д. Гланц считает, что, несмотря на локальные успехи в боях на Вуоксе, высшее советское командование, учитывая ожесточённое сопротивление финских войск и значительные результаты на других стратегических направлениях, приняло решение прекратить наступление на всем Карельском перешейке, не желая тратить больше силы и средства на явно второстепенном направлении .
Утверждение Д. Гланца о причинах и указании высшего советского командования об остановке наступления не подтверждено документами. Распространённая легенда об ответе Сталина Говорову на просьбу о выделении подкреплений для Ленинградского фронта и вопрос нужно ли наступать на Хельсинки  «Итог войны будет решаться в Берлине, а не в Хельсинки»  подтверждения в документах не находит. По имеющимся в открытом доступе данным Директива Ставки ВГК командующему войсками Ленинградского фронта о переходе к жесткой обороне на Карельском перешейке направлена не в июле 1944 года, а 29 августа 1944 г. (Директива № 220194, примечания).

Описание боевых действий на Вуоксе в ряде случаев основано на имеющихся немногочисленных воспоминаниях участников событий. Утверждается, что до 9.7.44 года были попытки форсирования Вуоксы, в частности упоминается попытка форсирования с 18 по 30 июня 1944 года у посёлка Кивиниеми (Лосево (Приозерский район) Ленинградской области) частями 142 стрелковой дивизии . Эти сведения не подтверждаются фронтовыми документами. С 20.6. по 30.6.1944 года в Журнале боевых действий 115 стрелкового корпуса, в который входила 142 дивизия, регулярные записи, что корпус активных боевых действий живой силой не ведет. Отмечены действия разведгрупп с переправами на левый берег Вуоксы силами от 11 до 20 человек с целью разведки обороны противника. Чаще группы из — за огня противника возвращались, не выполнив задачу. Согласно данным 115 ск, находившегося в резерве и с 26.6.44 г. проводившего подготовку к форсированию Вуоксы,  «Было вполне очевидно, что противник создал мощную артминометную группировку и хорошо подготовился к обороне»  и  «форсирование потребует серьёзной подготовки, как личного состава, так и подручных переправочных средств» . Кроме боевой учёбы по форсированию водных преград, дивизиями корпуса с 26.6.по 2.7 44 г. было изготовлено до 2.5 тыс. лодок и плотов. Место форсирования заранее выбиралось после анализа обстановки с учётом относительной узости водной преграды по сравнению с озёрами, наличия островов на реке и дорог на левом берегу, позволявших развить наступления на Кексгольм и Хитола .
Остаётся не изученным детально вопрос о потерях сторон при форсировании Вуоксы и в боях на плацдарме. Потери 23-й армии с 9.7.44 г. по 17.7.44 г. по данным Журнала боевых действий 23-й армии: убиты 1358 человек, ранены 8589 человек, пропали без вести 186 человек. Объективные данные по потерям значительного числа финских частей и соединений, принимавших участие в битве, за исключением данных о потерях 2-й пехотной дивизии (с 10.7.44 г. по 18.7.44 г. дивизия потеряла 1118 убитыми, 4582 ранеными, пропали без вести 994), отсутствуют.
Отсутствие исторических исследований в советское время по теме продолжения Выборгской операции привело к тому, что этот этап боёв на Карельском перешейке почти не известен и приводит к принижению успехов, достигнутых воинами Ленинградского фронта, не подтверждённым документами выводам и иногда ложной трактовке событий.
В настоящее время в Финляндии официальной является версия «оборонительной победы» на втором этапе Выборгской операции. В финской историографии стало внедряться ошибочное утверждение о том, что в указанные дни Финляндией была достигнута «победа в противостоянии», предотвратившая оккупацию страны советскими войсками, поскольку финнам удалось остановить советское наступление и не допустить прорыва стратегического рубежа обороны — линии VKT , что успех в боях на Вуоксе, а также «оборонительные победы» на других участках фронта остановили советское продвижение вглубь Финляндии и позволили заключить мир, пусть и на очень тяжёлых условиях
Из воспоминаний командующего финской армией К. Г. Маннергейма

В середине июля было установлено, что противник начал переброску с Карельского перешейка гвардейской дивизии и основной части танков и артиллерии. Эти силы перебрасывались, прежде всего, на фронт в Прибалтике, что было явным признаком отказа русских от намерения проникнуть на юг Финляндии 
После заключения 19 сентября 1944 года Московского перемирия, а затем 6 апреля 1948 года Договора о дружбе, сотрудничестве и взаимной помощи между СССР и Финляндией, в отношениях стран начался период добрососедских отношений и ради этого о распрях и претензиях было решено забыть.
Распад Советского Союз в 1991 г. многими был воспринят как возможность переписать историю и приписать себе победы из прошлого .
В надуманной версии «оборонительной победы» полностью игнорируются известные и доступные документы.
Об отсутствии планов ввода войск в Финляндию ещё на этапе подготовки операции писал начальник Оперативного управления Генерального штаба генерал С. М. Штеменко:  «Задача Ленинградского фронта состояла в том, чтобы прорвать финскую оборону в направлении Выборга и создать угрозу вторжения советских войск в глубину Финляндии к основным политическим и экономическим центрам, в том числе Хельсинки»  . В Финляндии испытывали опасения, что советские войска в ходе их наступления могут продвинуться в глубь страны. На такие опасения и рассчитывали в Москве, имея в виду побудить финское правительство скорее принять решение о выходе из войны.
Начальник Генерального штаба Маршал Советского Союза А. М. Василевский в своих мемуарах написал, что уже 17.6.44 г.  «было решено, что после взятия Выборга необходимо будет продолжать наступление и с выходом войск на рубеж Элисенваара — Иматра — Виройоки и освобождением при помощи Балтийского флота Большого Березового и других островов Выборгского залива прочно закрепиться на Карельском перешейке и, перейдя там к обороне, сосредоточить основное внимание Ленинградского фронта на участии в боях по освобождению Эстонии» ".
Иными словами вопрос состоял не в том, чтобы развёртывать наступление советских войск вглубь Финляндии. Важно было лишь добиться, чтобы она вышла из войны, что в итоге и было достигнуто.
Написанное с документальной точностью в мемуарах А. М. Василевского теперь подтверждается рассекреченными документами — директивой Ставки ВГК от 21.6.44 года, в которой указываются задачи РККА на втором этапе Выборгской операции — выход войск Ленинградского фронта на линию Иматра — Лаппенранта — Виройоки, соответствующую границе СССР 1940 года, и документами Ленинградского фронта.
В отличие от мемуаров советских военачальников, утверждение Маннергейма и заявления финских руководителей, что якобы единственным желанием у Советского Союза было осуществить военным путём захват и оккупацию Финляндии, являются субъективными и не подтверждены документами. При этом, чем дальше отодвигаются события лета 1944 года, тем больший по значимости вывод в Финляндии стремятся внедрить.
Даже если исходить из того, что в советском Генеральном штабе могли быть разработки по поводу ведения в дальнейшем с занятого рубежа наступления, такая задача перед войсками Ленинградского фронта не ставилась, что ясно из имеющихся документов.
В версии об «оборонительной победе» замалчиваются также договоренности великих держав, достигнутые на Тегеранской конференции (28 ноября — 1 декабря 1943 года), на которой Верховный Главнокомандующий предельно конкретно обозначил планы СССР в отношении Финляндии. Продвижение РККА вглубь Финляндии, а тем более её оккупация, в планы не входили. Война с гитлеровской Германией и её союзниками была далека от завершения, Советский Союз не был заинтересован в нарушении договорённостей с союзниками по антигитлеровской коалиции, что неоднократно доказывал.
Нельзя забывать, что Ленинград только что пережил трагедию блокады. Финские войска, замыкая вместе с германскими войсками сухопутное блокадное кольцо вокруг города, перекрывали сообщение с Ленинградом по суше с севера, тем самым участвуя в беспрецедентной военной блокаде города на Неве, в годы которой  «минимальной цифрой погибших можно с полным основанием считать 800 тысяч человек» . По словам финского писателя Пааво Ринтала  «Немецко-финская блокада душила город целых 900 дней» .  « В СССР на протяжении нескольких десятилетий предпочитали замалчивать тот факт, что Ленинград держали в блокаде не только немецкие, но и финские войска. Делалось это с „благими намерениями“, чтобы не омрачать дружеские отношения Финляндии и СССР» . После того, как германские войска в январе 1944 г. были отброшены от Ленинграда, он продолжал оставаться прифронтовым городом — линия фронта на финском участке проходила в 25 километрах от него, и в задачах Выборгской операции в Журнале боевых действий Ленинградского фронта назывались полное освобождение Ленинградской области и Карельской ССР. На территории Финляндии находилась большая группировка войск нацистской Германии, по факту союзника Финляндии. Это для СССР было неприемлемо и его руководство сначала пыталось решить вопрос путём переговоров.
Условия, предложенные СССР, обсуждались на предварительных переговорах Ю. К. Паасикиви с советским посланником в Стокгольме А. М. Коллонтай в феврале 1944 г. Они сохранились в целом до подписания Московского перемирия, и центральным, как это считала А. М. Коллонтай, было явное отсутствие у СССР «каких-либо намерений покушаться на самостоятельность Финляндии»
Переговоры с финской делегацией прошли в Москве в марте 1944 года и закончились отказом Финляндии от подписания перемирия.
В рамках версии «оборонительной победы» в Финляндии утверждается, что СССР понес в сражениях на Карельском перешейке летом 1944 г. такие потери, что чуть ли не запросил мира с Финляндией. По имеющимся данным потери Финляндии в летних боях 1944 года составляли 74 тыс. человек, среди них число погибших 17 тыс.468. Потери РККА летом 1944 года на двух фронтах — на Карельском перешейке и в Южной Карелии в Выборгско -Петрозаводской операции 23674 убитыми, ранены 72 701 человек. При этом игнорируется тот факт, что 25 августа 1944 г. именно финское руководство передало послу СССР в Швеции А. М. Коллонтай предложение о начале переговоров о перемирии или заключении мирного договора с СССР. Созданная угроза основным политическим и экономическим центрам действительно возымела воздействие к началу сентября 1944 г., когда военно-политическая обстановка в Европе для Финляндии ещё более ухудшилась в связи с успехами Красной Армии в ходе боевых действий с нацистской Германией, когда поражение Германии уже не вызывало сомнений.
В ложной версии и героизации сражений второго этапа боёв на Карельском перешейке обтекаемо и очень кратко описываются события первого этапа Выборгской операции — Выборгская катастрофа — падение города Выборга за несколько часов и бегство из него оборонявшей город 20-й финской пехотной бригады, проводятся смещение акцентов с основных вопросов на второстепенные и умолчания. Кроме замалчивания материалов Тегеранской конференции и рассекреченных советских документов, замалчиваются невыгодные для Финляндии принципиальные вопросы — нужно ли было Финляндии вступать в войну в 1941 г. фактически союзником признанной агрессором нацистской Германии (не только с целью возвращения к границе с СССР 1939 года, но и с обсуждавшимися на переговорах с Германией планами присоединения к Финляндии Советской Карелии и Кольского полуострова); потерять за три года 65000 человек (по другим данным число погибших на фронте 92 тысячи, около 3 % населения страны); поставить страну на грань экономической катастрофы; отказаться от подписания перемирия в марте 1944 года, чтобы подписать после «оборонительной победы» Московское перемирие на более тяжёлых для Финляндии условиях, чем были предложены СССР на переговорах весной 1944 года
Оценка значения захвата плацдарма на реке Вуоксе из Журнала боевых действий Ленинградского фронта за июль 1944 г.  (название реки в документе указано так, как было принято в это время)  

 Захват плацдарма на левом берегу р. Вуокси имеет крупное оперативное значение, так как произведенное форсирование Вуоксинской водной системы с предварительной ликвидацией мощного тендэпона противника на господствующих каменных высотах правого берега р. Вуокси открывает большие возможности по разгрому левого крыла финской армии на Карперешейке, опирающегося на укрепленную линию Маннергейма. 

## Отличившиеся воины
За бои в июле 1944 г. и проявленные при этом мужество и героизм в 23-й армии награждено правительственными наградами 13613 человек.
Массовый подвиг воинов 142-й дивизии во время форсирования Вуоксы и в боях за плацдарм высоко оценён: около 1500 солдат, сержантов и офицеров награждены орденами и медалями.
Особо отличившимся в сражении на Вуоксе воинам было присвоено звание Героя Советского Союза (Указ Президиума Верховного Совета СССР 24.3.45 г.):
- Авдеев Тимофей Петрович — старший лейтенант, командир танковой роты 226 отдельного танкового полка — посмертно
- Борисюк Александр Евстафьевич — старший сержант, командир миномётного взвода 2-й миномётной роты 588-го стрелкового полка 142-й стрелковой дивизии.
- Гончаров Пётр Фролович — старший сержант, командир отделения 2-й пулемётной роты 946-го стрелкового полка 142-й стрелковой дивизии.
- Иванов Александр Михайлович — красноармеец, начальник радиостанции 461-го стрелкового полка 142-й стрелковой дивизии.
- Кобец Семён Павлович — лейтенант, командир взвода 6-й роты 588-го стрелкового полка 142-й стрелковой дивизии.
- Кочергин Фёдор Васильевич- гвардии младший сержант, командир отделения 506 миномётного полка
- Осиев Николай Петрович — старший лейтенант, командир 6-й стрелковой роты 588-го стрелкового полка 142-й стрелковой дивизии.
- Потрясов Пётр Алексеевич — красноармеец, стрелок 3-й стрелковой роты 588-го стрелкового полка 142-й стрелковой дивизии.
- Симанкин Григорий Филиппович — капитан, командир 2-го стрелкового батальона 461-го стрелкового полка 142-й стрелковой дивизии.
- Скворцов Дмитрий Данилович — старший лейтенант, командир стрелковой роты 461-го стрелкового полка 142-й стрелковой дивизии.

10 красноармейцев, сержантов и офицеров из состава частей 23-й армии за мужество и отвагу, проявленные в боях на Вуоксе были представлены к награждению званием Героя Советского Союза, но представления не были утверждены и они награждены орденами.
Это начальник политотдела 142-й стрелковой дивизии подполковник Джатиев Дмитрий Егорович (посмертно), красноармеец, связной стрелкового батальона 946 стрелкового полка 142-й сд Ефимов Иван Васильевич, сержант, начальник радиостанции радиовзвода 102-й отдельной роты связи 92-й стрелковой дивизии Новожилов Павел Васильевич,, командир отделения 62 стрелкового полка 10-й стрелковой дивизии сержант Перминов Алексей Николаевич (посмертно), командир 461 стрелкового полка 142-й сд полковник Петухов Николай Иванович, командир стрелковой роты 62 стрелкового полка 10-й стрелковой дивизии старший лейтенант Пушкарев Александр Семенович (посмертно), заместитель командира стрелкового батальона по политической части 62 стрелкового полка 10-й стрелковой дивизии капитан Соколовский Александр Степанович (посмертно), командир 142-й стрелковой дивизии полковник Сонников Григорий Леонтьевич, старший лейтенант, заместитель командира стрелкового батальона 317 стрелкового полка 92-й стрелковой дивизии Федотов Николай Иванович, стрелок 317 стрелкового полка 92-й стрелковой дивизии Шайфигулин Нургалей.

## Воинские захоронения
Большое число воинов 23-й армии и частей усиления, погибших в сражении на Вуоксе, в настоящее время захоронены и увековечены на воинских захоронениях Выборгского района Ленинградской области: Мемориале Петровка, воинском захоронении № 6 (посёлок Овсово (Ленинградская область)), воинском захоронении № 50 (Вещево (посёлок при станции, Ленинградская область)), воинском захоронении № 55 (посёлок Кузьминское (Ленинградская область)), воинском захоронении № 61 (посёлок Барышево (Ленинградская область)), воинском захоронении № 62 (посёлок Барышево (Ленинградская область), шлюз Гремучий); воинских захоронениях Приозерского района Ленинградской области: в братской могиле № 5 (посёлок Мельниково), братской могиле № 10 (посёлок Пятиречье), братском кладбище Среднее Минное (посёлок Ромашки, 14.3 км северо-западнее).

## Памятники и мемориалы
- Памятник воинам 23-й армии Ленинградского фронта (Вуокса, 1944 год). Ещё во время войны, в июле 1944 года, было решено установить Памятник воинам 23-й армии Ленинградского фронта, участвовавшим в боях в июле 1944 года на реке Вуокса. Он расположен в поселке Барышево, Выборгского района Ленинградской области ( Гончаровское сельское поселение), в 4 км северо-западнее.
- Памятный знак - обелиск  в зоне, где в июне-июле 1944 года сражались и успешно форсировали реку Вуоксу воины 142, 10, 92 стрелковых дивизий и других частей 23 армии Ленфронта. Неофициальное название Мемориала – «Пять штыков». Поблизости – памятное место, где в июле 1944 г. погиб начальник политотдела 142 с.д. Джатиев Д.Е.  Расположение: Ленинградская область, Приозерский район, Ромашкинское сельское поселение (Ленинградская область), в 20 км. к западу от поселка, близ левого, северо-восточного берега реки Вуоксы

## Комментарии
1. ↑  Боевые действия проходили на территории бывшей финской волости Эюряпяя, в состав которой входили несколько посёлков. Посёлок Паккола (с 1948 г. — Барышево) находится на южном берегу Вуоксы, а ныне не существующий посёлок Вуосалми находился на северном берегу Вуоксы, северо-западнее современного посёлка Новая Деревня Приозерского района.
2. ↑  Кирха была разрушена в ходе Советско-финской войны 1939—1940 гг.

### Документы
- Русский архив: Великая Отечественная. Т. 16(5-4). Ставка ВГК, 1944—1945 гг.: Док. и материалы / Ин-т воен. истории М-ва обороны РФ, Ист.-арх. воен.-мемориал. центр Генерал. штаба Вооружен. сил РФ, Центр. архив М-ва обороны РФ; Сост. А. М. Соколов и др. — М.: ТЕРРА, 1999. — 368 с.; (т. 16(5-4)) ISBN 5-250-01774-6, ISBN 5-300-01162-2
- Боевые донесения, разведсводки и приказы за июнь 1944 года (документы 10-й стрелковой дивизии).
- Боевые донесения, разведсводки и приказы за июль 1944 года (документы 142-й стрелковой дивизии).

### Исторические исследования и другая литература
- Иринчеев Б.К. Прорыв Карельского вала. Четвёртый сталинский удар. — М.: Яуза-каталог, 2016. — С. 225—258. — 272 с. — ISBN 978-5-906716-52-1.
- Гланц Д. Битва за Ленинград. 1941—1945 / Пер. У. Сапциной. — М.: Астрель, 2008. — 640 с. — ISBN 978-5-271-21434-9.
- Мощанский И. Б. Штурм "Карельского вала". Выборгско-Петрозаводская стратегическая наступательная операция 10 июня - 9 августа 1944 года. — М.: Военная летопись, 2005. — 64 с.
- Дмитриева Л. Вуоксинская операция - как это было. — 2010.
- Барышников В. Н. К вопросу о выходе Финляндии из второй мировой войны: визит финской правительственной делегации в Москву в марте 1944 года и его значение(по материалам архива министерства иностранных дел Финляндии). — 2016.
- Г.Ф. Кривошеев и др. Россия и СССР в войнах XX века. Потери вооруженных сил. — М.: Москва : ОЛМА-ПРЕСС, 2001. — 607 с. — ISBN ISBN 5-224-01515-4.
- История ордена Ленина Ленинградского военного округа / Коллектив авторов: Ф. Ф. Викторов, Н. И. Барышников, Н. Ф. Варгин, Л. Г. Винницкий и др./.М.: Издательство Министерства обороны, 1974; 3-е изд., испр. и доп. Москва : Воениздат, 1988. — 445
- Н. И. Барышников  и др. Финляндия во второй мировой войне. — М.: Военная летопись, 1989. — 334 с. — ISBN ISBN 5-289-00257-X.
- Фокин В.И. В поисках исторической истины. Рецензия на книгу В.Н. Барышникова «Маннергейм и Советский Союз». — 2021.
- Мейнандер, Хенрик — Финляндия, 1944. Война, общество, настроения. Пер. со швед. З.Линден, Москва : Весь Мир, 2014 395 с. ISBN 978-5-7777-0574-7

### Мемуары
- Василевский А. М. Дело всей жизни.. — М., 1976. — 334 с.
- Маннергейм, Карл Густав Эмиль (1867—1951.). Мемуары / Карл Густав Маннергейм : Пер. с фин.: П. Куйвала, Б. Злобин. — Москва : Вагриус, 2003 (ГУП ИПК Ульян. Дом печати). — 573 c. ISBN 5-9560-0053-8 (в пер.)
- Черепанов А. И. Поле ратное мое. М.: Воениздат, 1984—303 с.
- Семёнов Е. И. Форсирование Вуоксы (отрывок из рукописи "Воспоминания полкового связиста") // Проблемы современной экономики. — 2005. — № N 1/2 (13/14).
- Румянцев Я. Через Вуоксу. В сборнике Полем боя испытаны : Фронтовые эпизоды. Сост. И. М. Дынин, И. А. Скородумов. — Москва : Воениздат, 1981. — 240 с.
- Фоменко С. И. Бросок через Вуоксу. В сб. Инженерные войска города-фронта / Сост. И. А. Лейтман. — Ленинград: Лениздат, 1979. — 319 с.